# اس/۲۰۰۳ جی ۹

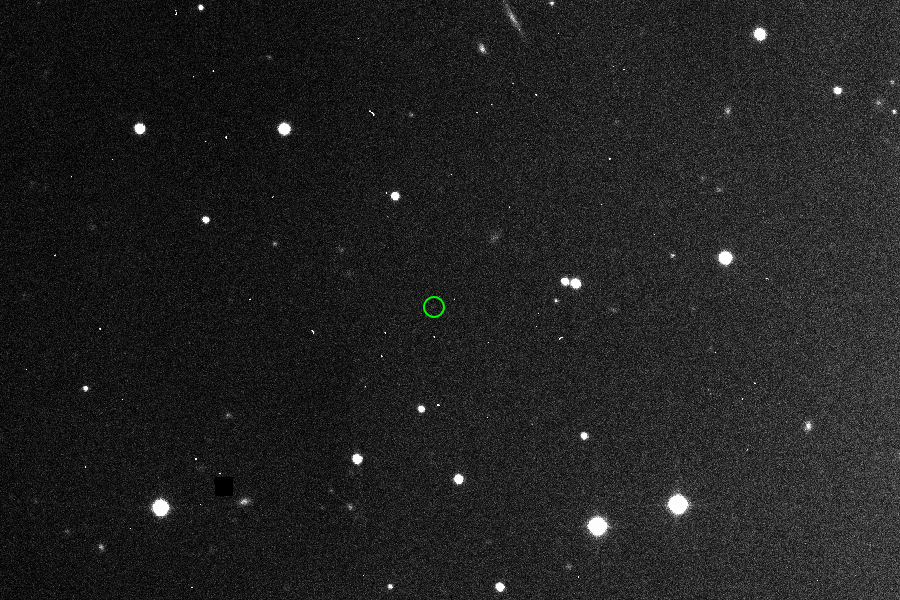
نمایی از «اس/۲۰۰۳ جی ۹»

اس/۲۰۰۳ جی ۹(به انگلیسی: S/2003 J 9) یک ماه نامنظم مشتری است. این ماه توسط یک گروه از اخترشناسان در سال ۲۰۰۳ به رهبری اسکات اس.شپرد  کشف شد.
اس/ ۲۰۰۳ جی ۹ حدود ۱ کیلومتر قطر  دارد و با شعاع متوسط ۲۳٬۸۵۸ مگامتر و در مدت ۷۵۲٫۸۳۹ روز به دور مشتری می‌گردد انحراف آن نسبت به دائرةالبروج ۱۶۵ درجه و خروج از مرکز آن ۰٫۲۷۶ است.
این ماه به گروه کارمه تعلق دارد